# Théophile Guyomarc'h
Pour les articles homonymes, voir Guyomarc'h.
 (mai 2025).
La mise en forme du texte ne suit pas les recommandations de Wikipédia : il faut le « wikifier ».
Les points d'amélioration suivants sont les cas les plus fréquents. Le détail des points à revoir est peut-être précisé sur la page de discussion.
- Les titres sont pré-formatés par le logiciel. Ils ne sont ni en capitales, ni en gras.
- Le texte ne doit pas être écrit en capitales (les noms de famille non plus), ni en gras, ni en italique, ni en « petit »…
- Le gras n'est utilisé que pour surligner le titre de l'article dans l'introduction, une seule fois.
- L'italique est rarement utilisé : mots en langue étrangère, titres d'œuvres, noms de bateaux, etc.
- Les citations ne sont pas en italique mais en corps de texte normal. Elles sont entourées par des guillemets français : « et ».
- Les listes à puces sont à éviter, des paragraphes rédigés étant largement préférés. Les tableaux sont à réserver à la présentation de données structurées (résultats, etc.).
- Les appels de note de bas de page (petits chiffres en exposant, introduits par l'outil «  Source ») sont à placer entre la fin de phrase et le point final[comme ça].
- Les liens internes (vers d'autres articles de Wikipédia) sont à choisir avec parcimonie. Créez des liens vers des articles approfondissant le sujet. Les termes génériques sans rapport avec le sujet sont à éviter, ainsi que les répétitions de liens vers un même terme.
- Les liens externes sont à placer uniquement dans une section « Liens externes », à la fin de l'article. Ces liens sont à choisir avec parcimonie suivant les règles définies. Si un lien sert de source à l'article, son insertion dans le texte est à faire par les notes de bas de page.
- La présentation des références doit suivre les conventions bibliographiques. Il est recommandé d'utiliser les modèles {{Ouvrage}}, {{Chapitre}}, {{Article}}, {{Lien web}} et/ou {{Bibliographie}}. Le mode d'édition visuel peut mettre en forme automatiquement les références.
- Insérer une infobox (cadre d'informations à droite) n'est pas obligatoire pour parachever la mise en page.

Pour une aide détaillée, merci de consulter Aide:Wikification.
Si vous pensez que ces points ont été résolus, vous pouvez retirer ce bandeau et améliorer la mise en forme d'un autre article.
Théophile Guyomarc'h, auteur breton du Kreiz Breizh, est né à Berrien en novembre 1888 et décédé dans sa commune d'origine en décembre 1929. Il est le fils de Louis Guyomarc'h, marchand de bois et maire de Berrien pendant 30 ans, et de Marie le Druz.

## Biographie
Après ses études au collège de Morlaix, il se rend au Pays de Galles, à Abertawe (Swansea) et à Cardiff pour ses affaires et  probablement pour en savoir plus sur la Gorsedd des Iles Britanniques locale.
Il revient en Bretagne en 1910 et s'installe, lui aussi, comme négociant en matériaux à Berrien puis à Morlaix.
Le 16 Juin 1912, il inaugure avec son père l'Ecole Publique des Filles de Berrien du canton d'Huelgoat en Ménez-Arré. Pendant l'inauguration, il joue la comédie en Breton dans la pièce de théâtre Ar Bourc'hiz lorc'hus de Taldir (François Jaffrenou) et chante Dalc'h song ô Breiz-Izel devant les 1000 personnes rassemblées, selon un article de Ar Bobl paru le Samedi 22 Juin 1912.
Il se marie en 1914 avec Jeanne Olivier-Herri à Huelgoat. Ils ont 3 enfants dont 2 décèdent en bas-âge et le dernier, Jean Guyomarc’h, (1923-2000), deviendra Président de la Chambre de Commerce de Morlaix, et participera à sa façon aux actions menées par Alexis Gourvennec, comme le Plan Routier Breton en Bretagne Nord, les créations de Brit’Air et de Brittanny Ferries.
En 1920, il s'installe à Morlaix comme prestataire du journal de Fanch Gourvil: Mouez ar vro, (la voix du pays) dont il participe semble-t-il au groupe Ti Kaniri Breizh.
Il est l'un des premiers abonnés du journal Breiz Atao (Bretagne toujours) et pendant toute sa vie, il milite pour son pays et souvent avec ses propres finances.
Barde de la Gorsedd de Bretagne, (nom bardique Tonton Phile), il publie de lui-même certains chants en breton aux Editions Tonton Phile, située à l’époque dans l’ancien théâtre de Morlaix (Imprimerie Louis Boclé, 40 place Thiers, Morlaix).
Il collabore avec les journaux Le Phare, le Petit Breton, Le Consortium Breton et Le Foyer Breton (An Oaled) où il publie chaque semaine une rubrique en breton intitulée «Kaniri Breizh-izel» (chants de Basse-Bretagne).
Il est le barde initiateur de Fanch Abgrall, plus jeune barde du Gorsedd de Bretagne, dont le nom bardique est l’Alouette de l’Arée.
Théophile Guyomarc’h décède dans un accident de voiture en revenant d'une visite chez son ami alité Fañch Abgrall qui réside dans la commune voisine de Botmeur. Suite à sa sépulture, des remerciements sont adressés par son épouse dans l'édition du Samedi 28 décembre 1929 du journal Le Breton Socialiste.
Fanch Abgrall lui dédie d’ailleurs 2 textes dans son recueil Et moi aussi j'ai eu vint ans: Les Ailes qui se brisent et Breiz Glac’haret ainsi que son oraison funèbre en breton. Lui-même décède quelques mois après son ami Théophile en Mars 1930 de la tuberculose à 23 ans et sa tombe est toujours visible à Botmeur.

## Sources
1. ↑  « A la recherche des auteurs bretons du Kreiz Breizh », sur Ouest-France, 13 mars 2013
2. ↑  « Ar Bobl », sur Presse Locale Ancienne (consulté le 23 avril 2025)
3. ↑  « Bretagne chantante », sur botrel-jean-francois.com (consulté le 23 avril 2025)
4. ↑  « An Oaled », sur Presse Locale Ancienne (consulté le 23 avril 2025)
5. ↑  « Le Breton socialiste », sur Presse Locale Ancienne (consulté le 23 avril 2025)
6. ↑  François Abgrall, Et moi aussi, j’ai eu vingt ans !, 1935 (lire en ligne)